# Regno di Bulgaria
Il Regno di Bulgaria (in bulgaro: Царство България, Tsarstvo Bălgarija) venne fondato il 5 ottobre 1908 (22 settembre secondo il calendario giuliano) quando il principato di Bulgaria ottenne la piena indipendenza dall'Impero ottomano, elevandosi così al rango di regno: tale proclamazione formalizzò anche l'annessione della provincia ottomana della Rumelia orientale, che era stata sotto il controllo bulgaro sin dal 1885. Il principe Ferdinando I assunse il titolo di Zar di Bulgaria. Durante i primi anni del XX secolo, il regno bulgaro affrontò le Guerre balcaniche e la Prima guerra mondiale, entrambi conflitti da cui la Bulgaria uscì non vittoriosa, ad eccezione della Prima guerra balcanica. Gli anni 1920 e 1930 furono caratterizzati da una crisi e quindi instabilità politica, che si ridimensionò grazie al colpo di stato attuato dallo zar Boris III, asceso al trono nel 1918, a seguito dell'abdicazione del padre Ferdinando.
Sebbene si fosse proclamata neutrale, la Bulgaria entrò nella Seconda guerra mondiale dopo di che le truppe tedesche erano scese nei Balcani per raggiungere il fronte greco. Con l'invasione del Regno di Jugoslavia e del regno greco, la Bulgaria ottenne numerosi territori in Macedonia e Tracia. Nel 1943, lo zar Boris morì ed a succedergli fu il figlio Simeone II, al tempo di 6 anni, che venne affiancato da un consiglio di reggenza. Al tempo le truppe sovietiche minacciavano i confini; i partigiani comunisti, tuttavia, si ribellarono al governo bulgaro fantoccio della Germania nazista, e risollevarono la situazione. Nel 1946 la monarchia venne abolita e l'ultimo zar andò in esilio, mentre la Bulgaria divenne una repubblica popolare (la Repubblica di Bulgaria). Sebbene raramente, il regno bulgaro è talvolta indicato come Terzo Impero bulgaro (Трета българска държава, Treta bălgarska dăržava).

## Storia

### Fondazione

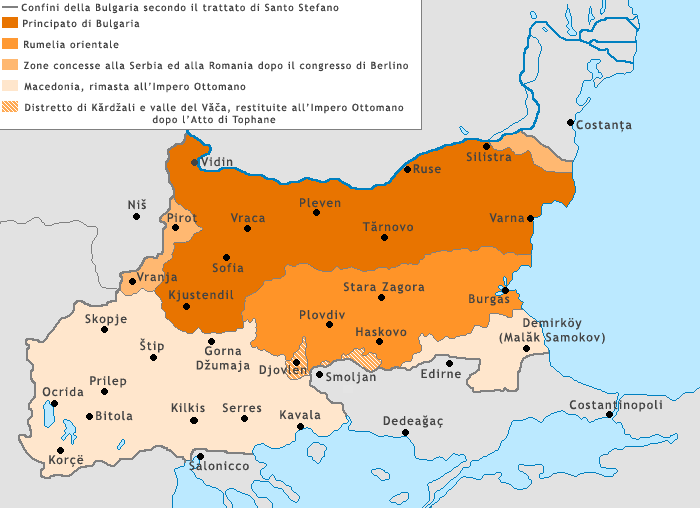
L'ide della "Grande-Bulgaria" della pace di Santo Stefano che a Berlino fu divisa in Bulgaria (arancione scuro) e Rumelia orientale (arancio), mentre il resto del territorio (in rosa) tornò alla Turchia.

Le etnie bulgare rimasero sotto la sovranità dell'Impero ottomano fino a quando con la pace di Santo Stefano, concordata a seguito della guerra russo-turca (1877 - 1878), nacque il principato di Bulgaria il 3 marzo 1878. Secondo una delle disposizioni del trattato di pace, fu creato lo stato bulgaro il cui territorio comprendeva le terre abitate dai bulgari dal mar Nero al lago di Ocrida e dal Danubio al mar Egeo, escludendo Niš e la Dobrugia settentrionale. Preoccupate dalla significativa influenza russa nella penisola balcanica, le Grandi Potenze tennero il Congresso di Berlino, durante il quale revisionarono il la pace di Santo Stefano e ne stipularono uno definitivo, denominato trattato di Berlino, che ridimensionò i territori che erano stati designati come bulgari dalla pace di Santo Stefano. L'unità territoriale della Bulgaria però non si raggiunse poiché, tuttavia, la Rumelia orientale rimase sotto la piena influenza ottomana, difatti, veniva nominato dal Sultano ottomano un governatore cristiano, mentre in Bulgaria venne eletto un principe sovrano, Alessandro di Battenberg. La Tracia meridionale e la Macedonia rimasero sotto il dominio turco, la Dobrugia settentrionale fu ceduta alla Romania ed il territorio intorno a Pirot alla Serbia. Per resistere a questa ingiusta decisione, il popolo bulgaro organizzò la Rivolta di Kresna-Razlog, tenuta tra il 1878 ed il 1879. 

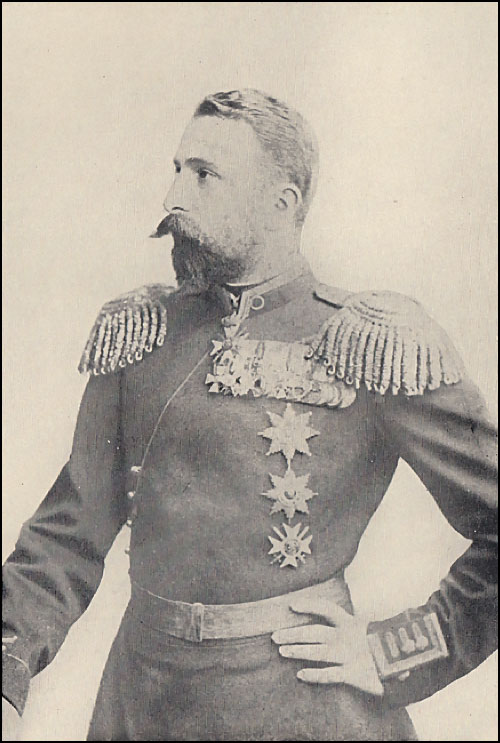
Il principe Alessandro I di Bulgaria.

Nel 1879, venne convocata l'Assemblea Costituente a Tarnovo, che adottò la prima costituzione, la Costituzione di Tarnovo, secondo la quale la Bulgaria era una monarchia costituzionale ereditaria; il primo monarca, Alessandro I Battenberg, fu eletto ufficialmente. La città di Sofia fu designata capitale. Furono fondati i partiti politici: Liberale e Conservatore. L'unificazione della Rumelia orientale con la Bulgaria, nel settembre del 1885, ottenne il riconoscimento internazionale dopo la vittoria bulgara nella Guerra serbo-bulgara. Il governo di Stefan Stambolov (1887 - 1894) governò in un periodo difficile per il paese: la detronizzazione del principe Alessandro, la lotta per la supremazia tra russofili e russofobi, il perseguimento di una politica estera e interna indipendente. Nel 1887, venne eletto principe bulgaro Ferdinando di Sassonia-Coburgo-Gotha, lontano cugino del principe Alberto del Regno Unito, marito della regina Vittoria. Fu fondata l'Organizzazione Rivoluzionaria Interna Macedone-Adrianopoli (1893). Nel 1903 scoppiò la rivolta di Ilinden-Preobrazhenie, che aveva l'intenzione di far annettere alla Bulgaria i territori a maggioranza bulgara si concluse con un fallimento. Il 22 settembre 1908, il principe Ferdinando approfittò della complicata situazione politica creata dal colpo di stato dei Giovani Turchi e dichiarò l'indipendenza totale della Bulgaria, autoproclamandosi Zar e dichiarando così il passaggio da principato a regno, il Regno di Bulgaria, anche conosciuto come Terzo Impero Bulgaro.

### Guerre balcaniche

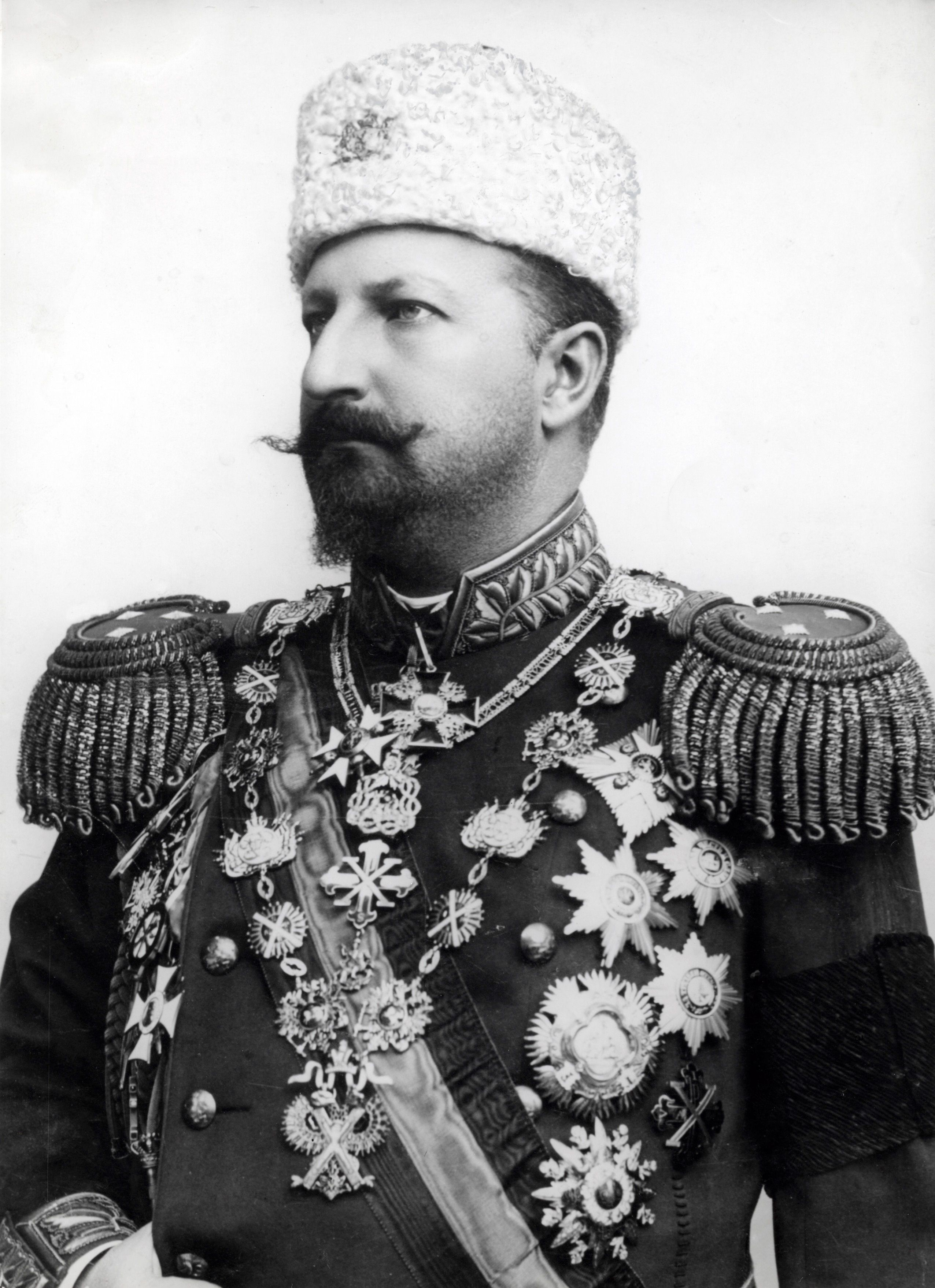
Lo zar Ferdinando I di Bulgaria.

Con la proclamazione de jure dell'indipendenza della Bulgaria dall'Impero ottomano il 5 ottobre 1908 (sebbene il paese fosse de facto indipendente dal 1878), Ferdinando assunse con il titolo di Zar di Bulgaria, con la proclamazione celebrata nella Chiesa dei Quaranta Martiri (in lingua bulgara Sv. Četirideset mačenici) a Veliko Tărnovo, ed accettata e riconosciuta sia dalla Turchia che da tutte le monarchie europee. Lo zar Ferdinando era divenuto negli anni un sovrano amato dal suo popolo, anche per il carattere cordiale ed aperto. Durante una visita a Guglielmo II di Germania, suo cugino di secondo grado, nel 1909, lo zar bulgaro si stava affacciando ad una finestra del Palazzo Nuovo di Potsdam quando l'imperatore gli arrivò alle spalle e lo sculacciò scherzosamente. Ferdinando rimase offeso del gesto e costrinse poi il Kaiser a scusarsi, salvo poi attuare la sua vendetta personale disdicendo alcuni contratti per la fornitura di armi con la ditta Krupp di Essen, preferendole invece la manifattura francese della Schneider-Creusot. Un altro incidente diplomatico si verificò in occasione della sua visita in Inghilterra, dove partecipò ai funerali del cugino re Edoardo VII, nel 1910, quando ebbe dei contrasti con l'arciduca Francesco Ferdinando d'Austria per una questione di posti a sedere sul treno che li stava portando a destinazione. Il 15 luglio di quello stesso anno, durante una visita in Belgio, Ferdinando si distinse per essere il primo capo di Stato a viaggiare in aeroplano.

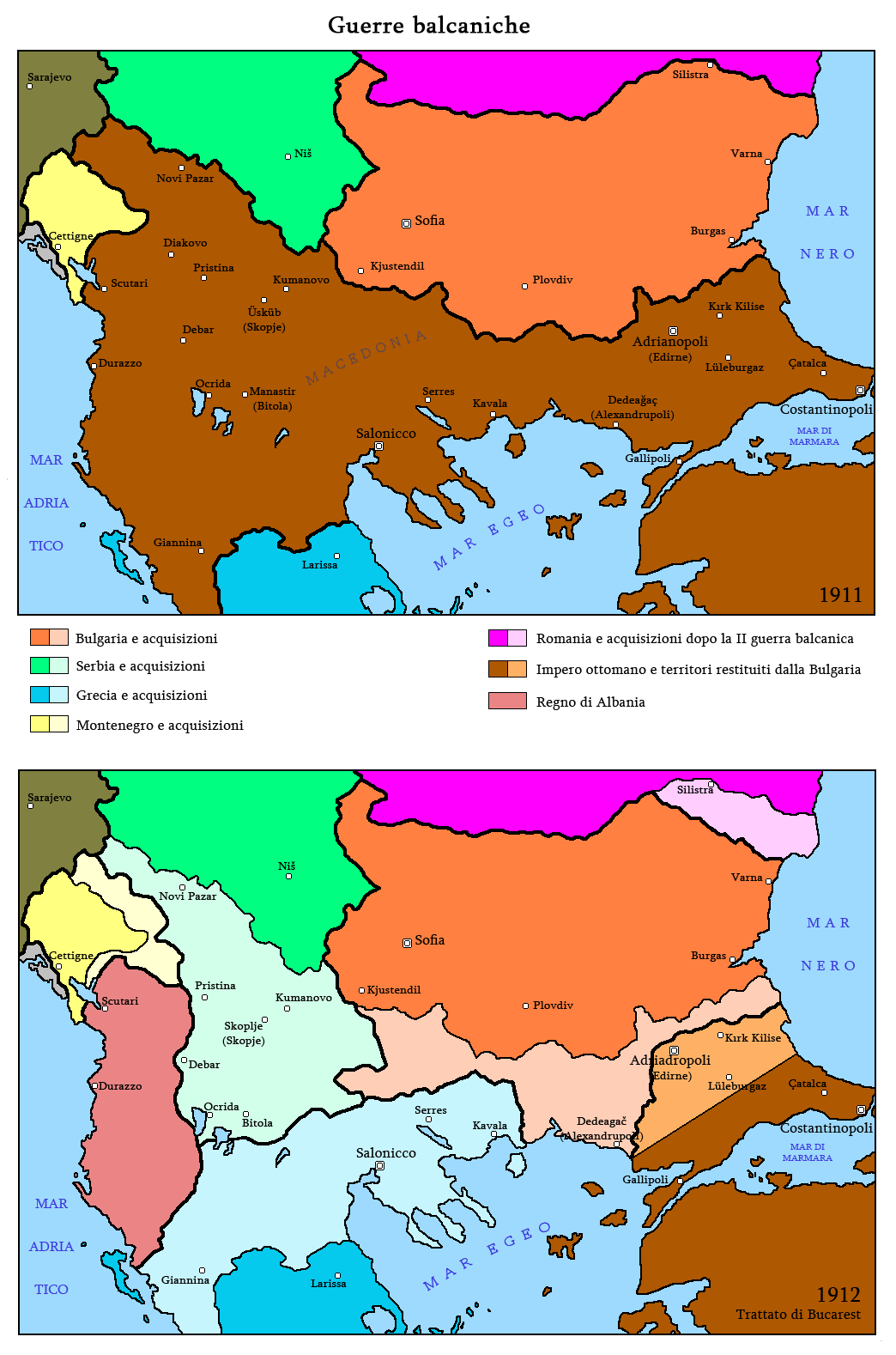
Mappa che mostra la penisola balcanica prima e dopo le guerre balcaniche.

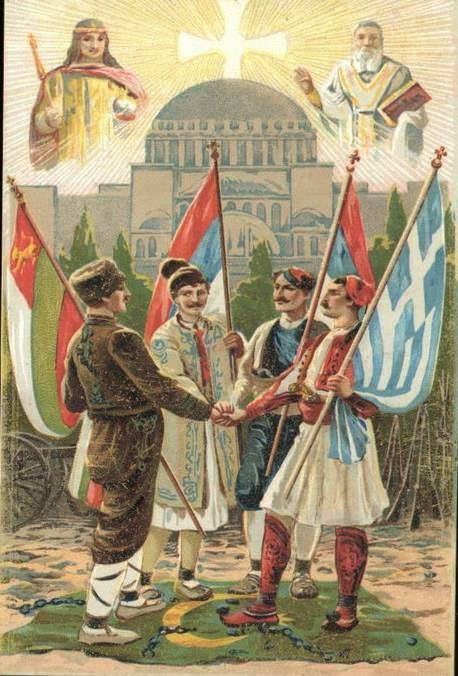
Manifesto che mostra e celebra i quattro stati membri della Lega Balcanica.

Il 13 marzo 1912 Serbia e Bulgaria, sotto l'influenza russa, firmarono un'alleanza, originariamente diretta contro l'Austria-Ungheria ma poi si rivelò un impegno per scacciare definitivamente la Turchia. Successivamente si aggiunsero anche il Montenegro e la Grecia, così da formare la Lega Balcanica. La Lega dichiarò guerra all'Impero ottomano nell'ottobre 1912 (a settembre scoppiarono delle rivolte in Albania, dominio ottomano), iniziando così la Prima guerra balcanica; il conflitto si rivelò vittorioso per gli stati balcanici, terminando nel maggio del 1913. Il trattato di Londra dettò le condizioni della pace: l'Albania ottenne la piena indipendenza, il sangiaccato di Novi Pazar viene diviso tra i regni di Serbia e Montenegro, la Bulgaria ottenne la regione della Tracia (i confini territoriali saranno compresi tra le località di Enos e del mar Egeo e Medea (oggi Kıyıköy) sul mar Nero), quindi l'accesso al mare, ed infine non venne data alcuna soluzione definitiva per la divisione della Macedonia tra le potenze vincitrici guerra. Ma fu proprio questa spartizione delle terre europee della Turchia a causare la Seconda guerra balcanica: la Bulgaria, che non voleva riconoscere l'annessione della maggior parte della Macedonia alla Serbia, il 29 giugno 1913 attaccò i suoi ex alleati della Lega Balcanica. Greci, serbi e montenegrini resistettero però all'attacco dell'ex alleato bulgaro, passando in seguito all'offensiva. Dello scoppio di questo nuovo conflitto nei Balcani subito approfittarono gli ottomani, che il 20 luglio 1913 attaccarono la Bulgaria orientale riconquistando Adrianopoli, ed i rumeni, che, avanzando pretese sulla Dobrugia, scesero in armi e, passato il Danubio, si diressero a Sofia. L'accordo di pace definitivo fra le nazioni belligeranti fu il trattato di Bucarest firmato il 13 agosto dello stesso anno.

### Prima guerra mondiale

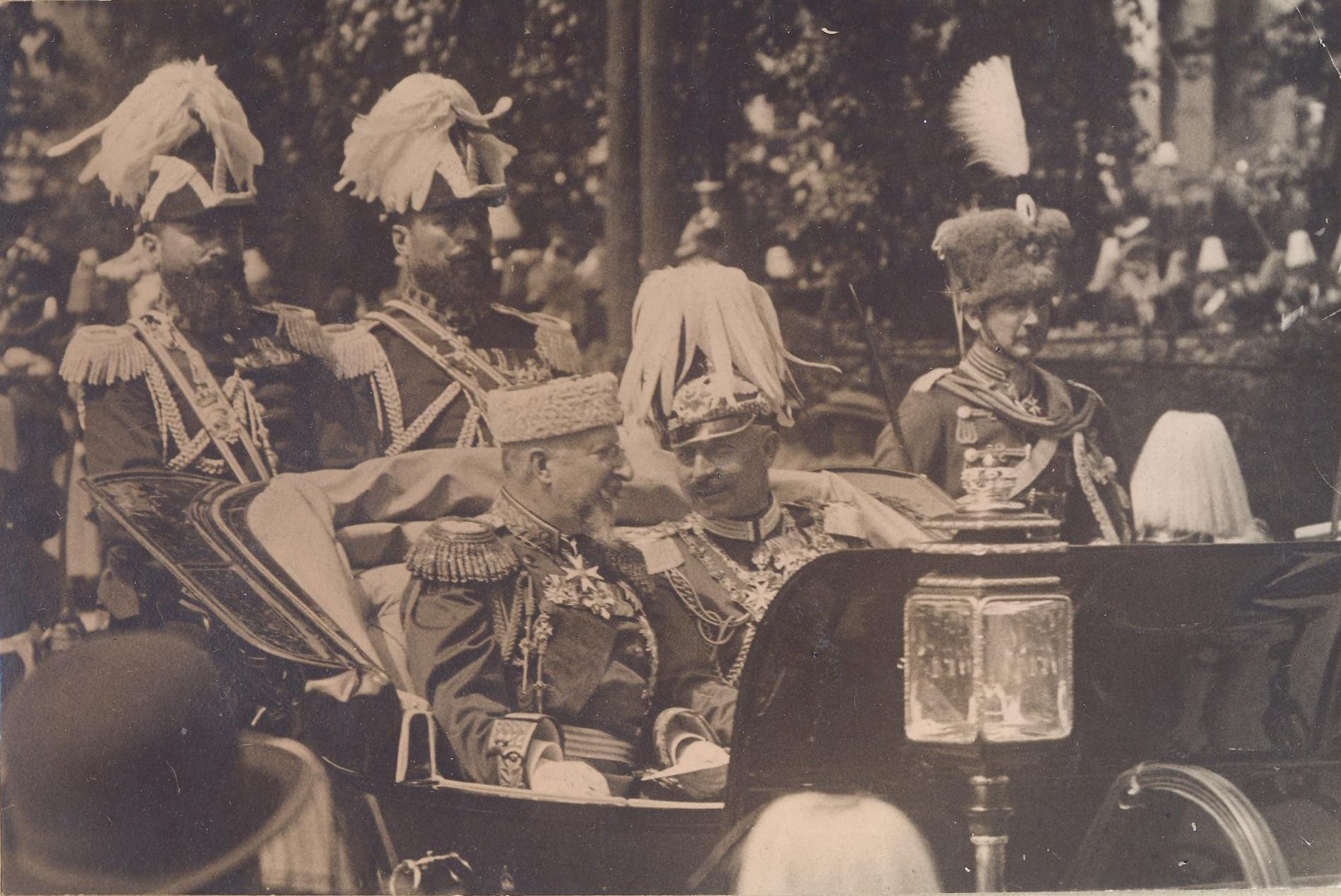
Ferdinando e Guglielmo II di Germania.

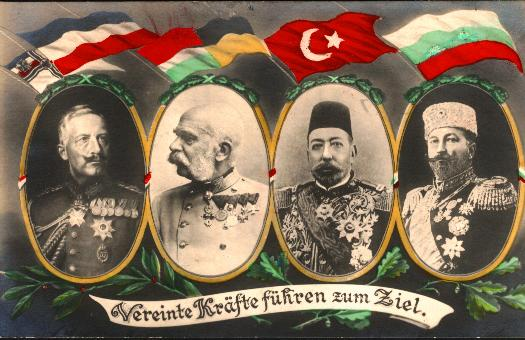
Manifesto che celebra l'alleanza tra gli Imperi centrali nella Grande guerra.

In seguito alle guerre balcaniche, l'opinione pubblica bulgara si schierò contro la Russia, così il governo di Vasil Radoslavov allineò la nazione con la Germania e l'Austria-Ungheria, anche se ciò significava avvicinarsi agli ottomani, i tradizionali nemici della Bulgaria. Ferdinando I non era un grande ammiratore degli imperatori Guglielmo II e Francesco Giuseppe (che egli descrisse come "quell'idiota, quel vecchio pazzo di Francesco Giuseppe"), ma voleva ottenere nuovi territori dopo l'umiliazione subita con le Guerre balcaniche. Il capo del governo bulgaro ottenne maggiori risultati con la firma di un trattato segreto difensivo tra la Bulgaria e l'Impero ottomano nell'agosto 1914. In quel momento non c'era nessuna rivendicazione contro l'Impero ottomano, mentre la Serbia, la Grecia e la Romania (alleate di Francia e Gran Bretagna) controllavano delle terre percepite ancora come bulgare. Allo scoppio della Prima guerra mondiale, la Bulgaria si tenne fuori dal conflitto durante il primo anno, mentre recuperava forze dalle guerre balcaniche; quando la Germania promise di restaurare i confini del trattato di Santo Stefano, la Bulgaria, che possedeva l'esercito più grande dei Balcani, dichiarò guerra alla Serbia nell'ottobre 1915, aprendo così il fronte macedone. La Gran Bretagna, la Francia e l'Italia dichiararono quindi guerra alla Bulgaria. Alleata della Germania, dell'Austria-Ungheria e dell'Impero ottomano, il regno bulgaro ebbe la meglio sulla Serbia e la Romania, occupando la maggior parte della Macedonia (prendendo Skopje in ottobre), avanzando nella Macedonia greca e sottraendo la Dobrugia alla Romania nel settembre del 1916. Il conflitto divenne presto impopolare tra la maggior parte dei bulgari, che soffrivano grandi ristrettezze economiche ed inoltre non gradivano combattere altri cristiani ortodossi, come serbi e poi greci, ed essere alleati degli ottomani musulmani. Il leader del Partito Agrario, Aleksandăr Stambolijski, venne imprigionato per la sua opposizione alla guerra. 

Le diverse perdite ed acquisizioni territoriali bulgare, tra il 1913 ed il 1919.

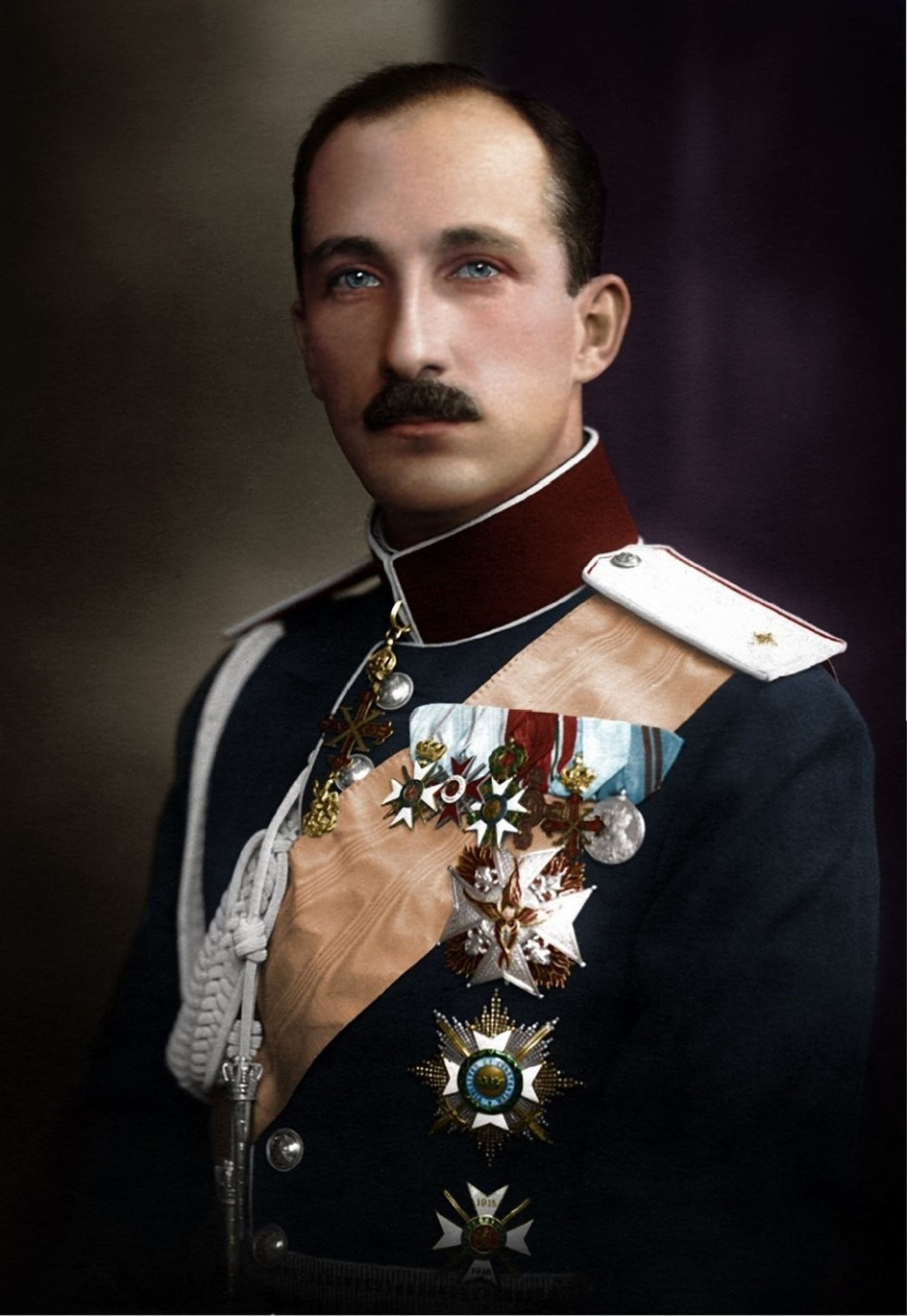
Boris III di Bulgaria (r. 1918 - 1944).

La rivoluzione russa del febbraio del 1917 ebbe un grande effetto in Bulgaria, diffondendo sentimenti antibellici e antimonarchici tra le truppe e nell'intera nazione. A giugno il governo di Radoslavov si dimise, si ebbero molti ammutinamenti nell'esercito e Stambolijski. Nel settembre 1918 con l'Offensiva del Vardar, compiuta dagli alleati, lo zar Ferdinando si trovò costretto ad accordare una pace, Stambolijski favorì le riforme democratiche, ma non una rivoluzione. Per sopire le attività rivoluzionarie, persuase il sovrano ad abdicare in favore del primogenito Boris, che ascese al trono bulgaro come Boris III di Bulgaria. I rivoluzionari vennero arrestati e l'esercito andò allo sbando. Con il trattato di Neuilly (novembre 1919), la Bulgaria perse l'accesso sul Mar Egeo a favore della Grecia e quasi tutto il suo territorio in Macedonia a favore del nuovo stato, il Regno dei Serbi, dei Croati e degli Sloveni, in seguito di Jugoslavia, e dovette rendere la Dobrugia meridionale ai rumeni. Le elezioni del marzo 1920 videro la vittoria del Partito Agrario, e Stambolijski formò il primo governo eletto democraticamente. Dopo la sua abdicazione, Ferdinando tornò a vivere a Coburgo, in Germania, in maniera dignitosa per un ex sovrano. Commentò la sua situazione dicendo che "i re in esilio sono più filosofici sotto certi aspetti che gli uomini normali; ma la Nostra filosofia è principalmente il risultato di un misto tra tradizione e cultura, senza dimenticarci che l'orgoglio è un elemento importante per un monarca. Siamo disciplinati dal giorno della Nostra nascita nel pensare e nel comportarci senza dar segno delle nostre emozioni. Lo scheletro siede per sempre con noi a festa. Può voler dire assassinio, può voler dire abdicazione, ma serve sempre a ricordarci quanto siamo unici. Siamo sempre pronti e nulla ci scalfisce come catastrofe. Questa è la condizione chiave per sopportare una qualsiasi condizione di esilio spirituale o corporale con dignità. Se uno supera i suoi dispiaceri, questa è la soluzione di vita." Fu compiaciuto del fatto che il trono fosse passato a suo figlio. Trascorse gli anni d'esilio tra arte, giardinaggio, viaggi e storia naturale, che erano tra le sue più grandi passioni. Ad ogni modo, vide il collasso di tutto ciò che aveva costruito durante la sua vita.

### Anni 1920 e 1930

Stemma reale del Regno di Bulgaria.

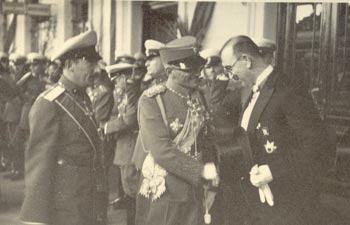
Boris III e il re Alessandro di Jugoslavia.

L'anno successivo all'ascesa al trono dello zar Boris, Aleksandăr Stambolijski del Partito Agrario venne eletto primo ministro. Molto amato dalle classi contadine, Stambolijski arrivò a un enorme potere popolare che prescindeva dalla sua carica istituzionale. Nel 1923 Boris III approvò quindi il primo colpo di Stato bulgaro per porre fine al governo di Stambolijski. Fu un golpe organizzato dalle forze armate della lega militare del generale Ivan Vălkov alla vigilia del 9 giugno 1923. In molti luoghi il colpo di Stato incontrò l'opposizione degli attivisti agrari e dei volontari comunisti, un evento noto nella storiografia bulgara come la "rivolta di giugno". La rivolta era disorganizzata fin dall'origine, e mancava di un leader comune e di un raggio d'azione su scala nazionale. Nonostante l'attività dei rivoltosi fosse comunque notevole nei dintorni delle città di Pleven (che riuscirono a prendere), di Pazardžik e di Šumen, fu rapidamente stroncata dal nuovo governo. Il Partito Comunista Bulgaro non prese parte alle azioni di giugno, dato che riteneva che sia la rivolta sia il colpo di Stato fossero "lotte per il potere tra la borghesia urbana e quella contadina". Il partito preferì rimanere neutrale; ad ogni modo, sotto la pressione del Comintern, organizzò la fallimentare rivolta di settembre nello stesso anno. Nel 1925 il regno bulgaro vide una breve guerra di confine, conosciuta col nome di "incidente di Petrič", contro la Grecia, che però venne risolto dall'allora Società delle Nazioni. Nello stesso anno vennero organizzati due attentati alla vita dello zar Boris, entrambi falliti, sebbene la matrice venne rivelata di natura comunista e agraria. 

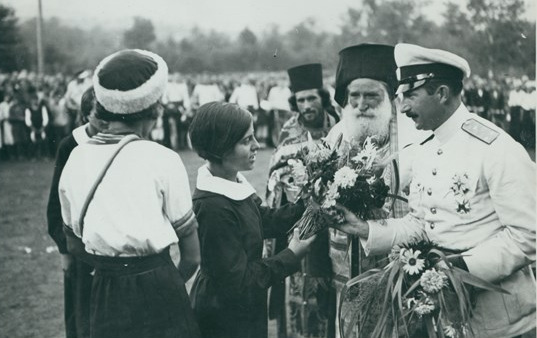
Lo zar Boris III di Bulgaria assieme al metropolita Neofito a Berkovica nel 1934.

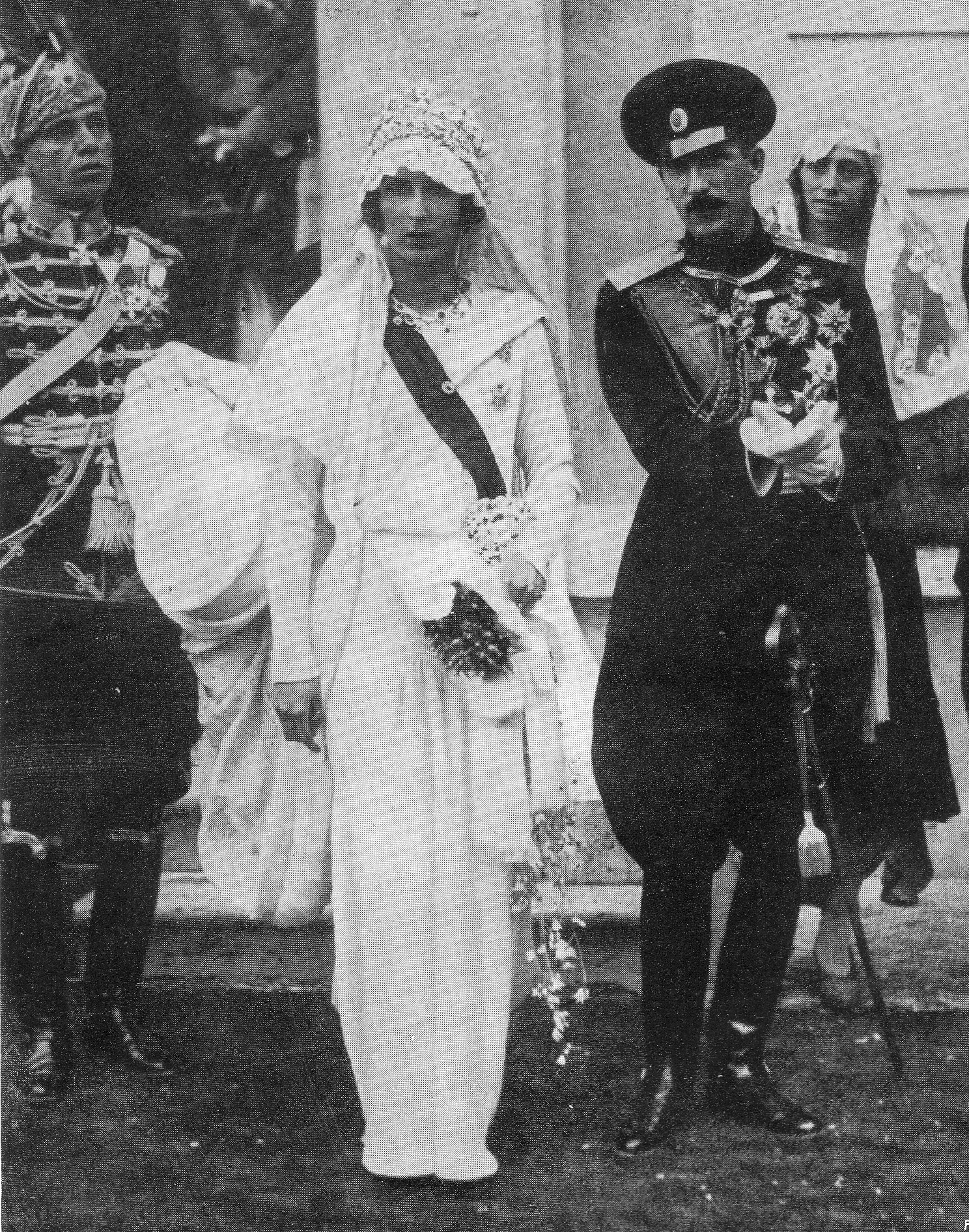
Lo zar Boris III e Giovanna di Savoia.

Il 19 maggio 1934 l'organizzazione militare bulgara Zveno, con un colpo di Stato, stabilì una dittatura e abolì i partiti politici in Bulgaria. Re Boris venne così ridotto allo stato di re fantoccio. L'anno successivo fu lo stesso Boris III a organizzare un ulteriore golpe, risoltosi in modo a lui favorevole, che gli permise di riprendere il controllo del Paese e di mettere a capo del governo un esecutivo che lo sosteneva. Venne reintrodotta una parvenza di governo parlamentare, che non prevedeva però la restaurazione dei partiti politici, instaurandosi un nuovo regime autoritario, che aumentò l'influenza degli ambienti politici monarchici e instaurò un governo con un maggiore potere personale dello zar Boris III. Nell'ottobre del 1930 Boris III sposò la principessa Giovanna di Savoia, figlia del re Vittorio Emanuele III di Savoia; le nozze furono dapprima celebrate ad Assisi (alla presenza tra gli altri di Benito Mussolini) e poi con una cerimonia ortodossa a Sofia. Da questo matrimonio nacque una figlia, Maria Luisa, nel gennaio del 1933 e, nel 1937, un figlio maschio, l'erede al trono Simeone. Boris III ottenne la copertina del Time Magazine il 20 gennaio 1941, in cui apparve in piena uniforme.

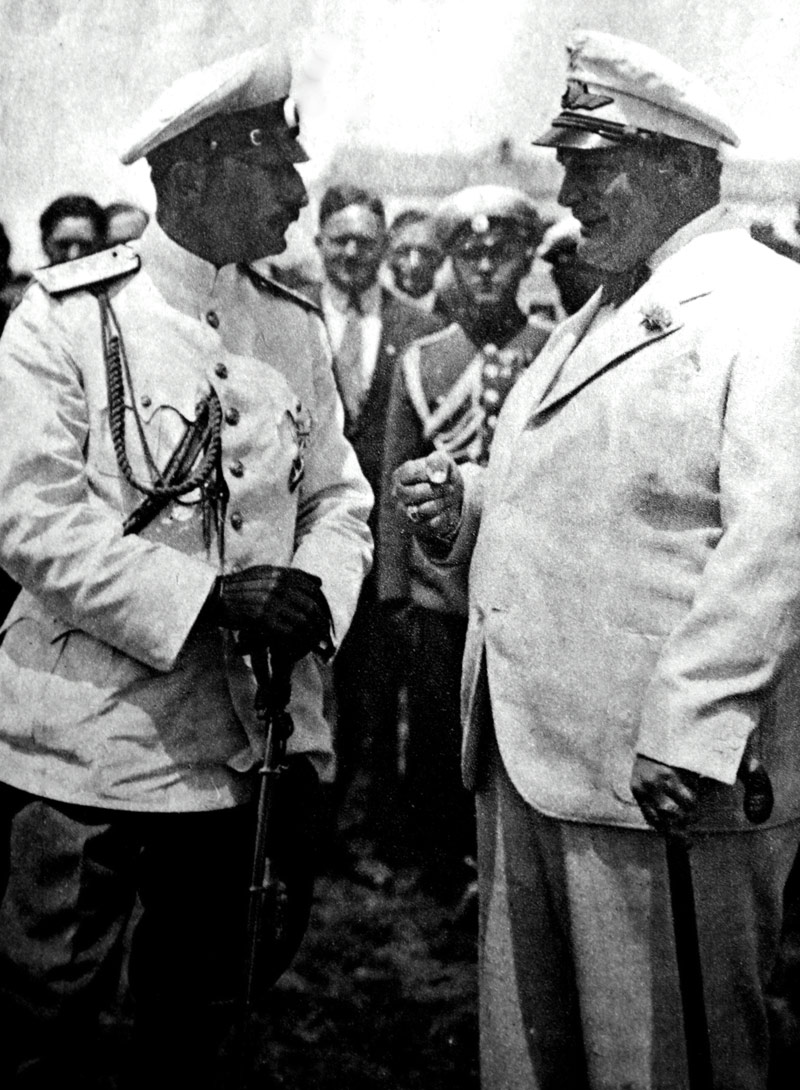
Boris III assieme ad Hermann Göring.

Dopo l'assenso al riarmo della Germania, non tardò neanche una svolta in tal senso in Bulgaria: il 31 luglio 1938 il regno bulgaro firmò con i paesi dell'Intesa balcanica, alleanza formata da Grecia, Romania, Turchia e Jugoslavia, ratificata il 9 febbraio 1934 ad Atene, l'accordo di Salonicco, con il che abrogò le clausole restrittive in campo militare per il paese. Con questo accordo la Bulgaria rigettò le clausole più pesanti del trattato di Neuilly, senza interrompere la propria neutralità e senza intraprendere ulteriori impegni. Dopo la conferenza di Monaco, il governo bulgaro si preparò alla realizzazione pratica dei propri obiettivi, la restituzione dei territori, appartenuti alla Bulgaria nel breve periodo tra fine della Prima guerra balcanica e la fine della seconda, con la firma del trattato di Bucarest (1913). Fu delineata più realisticamente la richiesta di modificare il confine in Dobrugia meridionale, dato che anche l'Unione Sovietica aveva intenzione di ridimensionare i territori della Romania a proprio favore. Nella primavera del 1939, il primo ministro bulgaro Georgi Kjoseivanov emise e diffuse tra i diplomatici bulgari la direttiva segreta numero 19, nella quale elencava le richieste bulgare: la Dobrugia meridionale, fino ai confini stabiliti dal congresso di Berlino, la Tracia meridionale, nei confini stabiliti dal trattato di Bucarest del 1913 ed eventualmente le zone cedute alla Jugoslavia con il trattato di Neuilly. Il 23 agosto 1939 l'Unione Sovietica e la Germania nazista siglarono il patto Molotov-Ribbentrop, che viene considerato uno degli avvenimenti più importanti che hanno in seguito condotto alla Seconda guerra mondiale: le due potenze si divisero l'area dell'Europa orientale e l'Unione Sovietica diede campo libero alla Germania per invadere la Polonia il 1º settembre 1939, atto che segnò l'inizio formale del secondo conflitto mondiale. Tra i diplomatici bulgari divenne chiaro che il paese avrebbe potuto continuare la propria politica di neutralità solamente se le azioni militari fossero rimaste distanti dai confini bulgari. Nella primavera del 1940 le truppe naziste sconfissero i loro nemici sul fronte occidentale, lasciando però libera ma isolata la Gran Bretagna, e di conseguenza ritornarono in primo piano i loro interessi a mutamenti territoriali in Europa orientale.

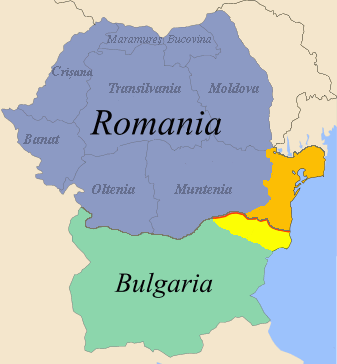
La Dobrugia in arancio la settentrionale e mentre in giallo la Dobrugia meridionale.

Approfittando del fatto che la Germania fosse impegnata ad occidente, in conformità con gli accordi tra i due paesi, nel luglio 1940 le truppe russe invasero la Bessarabia e della Bucovina, regioni rumene. Per la Bulgaria si delineò quindi il momento ideale per esercitare la propria pressione su Bucarest per ottenere la restituzione della Dobrugia meridionale. Destreggiandosi tra Mosca e Berlino, il governo di Sofia riuscì ad ottenere l'assenso della diplomazia rumena per arrivare ad un accordo. Il 7 settembre 1940 nella città rumena di Craiova venne siglato il trattato di Craiova tra Bulgaria e Romania, secondo il quale la Dobrugia meridionale fu restituita alla Bulgaria. In questo modo la politica di revisione pacifica cominciò a dare i suoi primi risultati.

### Seconda guerra mondiale

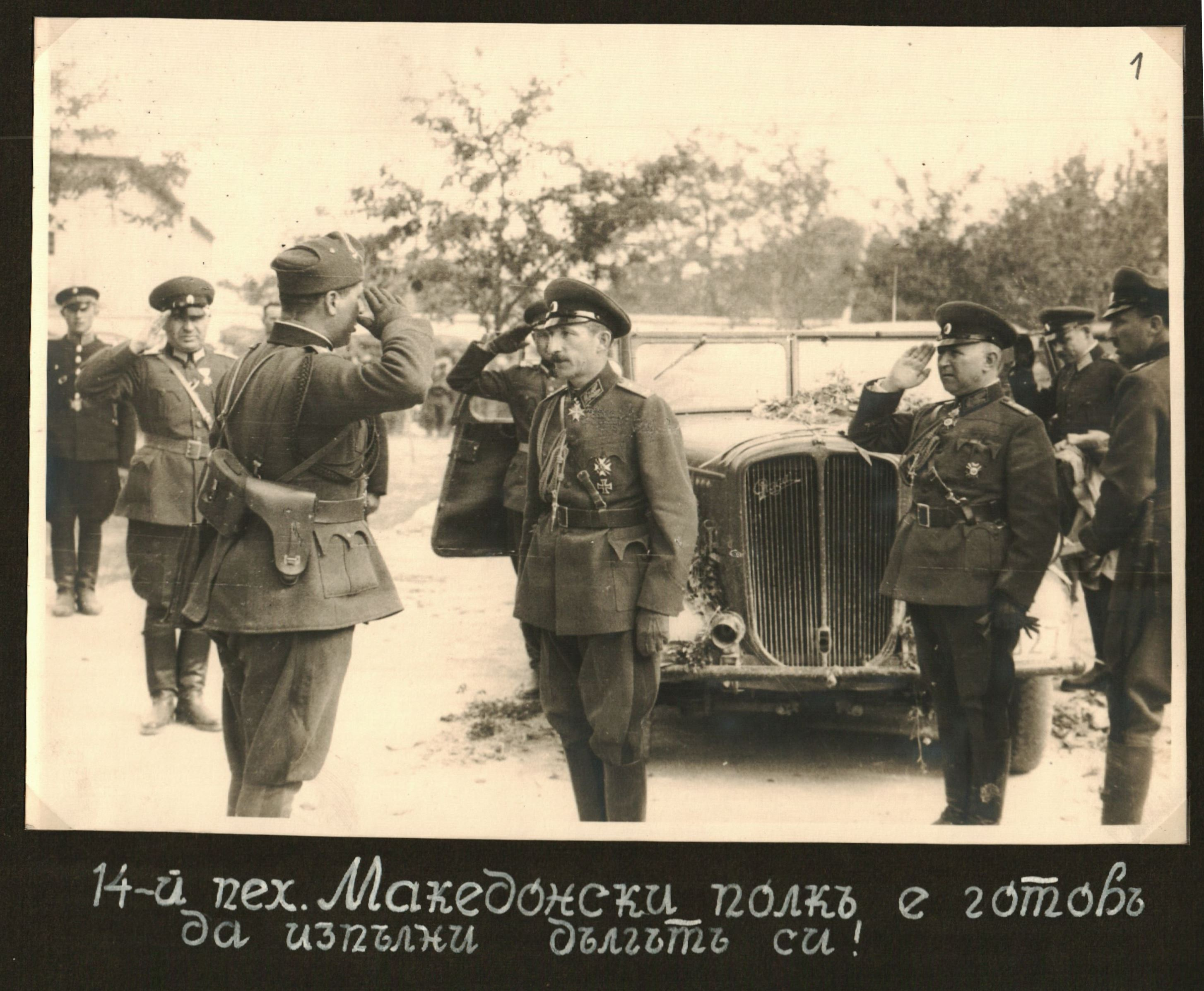
Boris tra l'aprile e il maggio del 1941.

Il 27 settembre 1940 fu firmato a Berlino il patto Tripartito tra la Germania nazista, il Regno d'Italia ed il Giappone. Il 16 ottobre 1940 il ministro degli esteri tedesco Ribbentrop chiese al governo di Sofia di definire la politica bulgara nei confronti delle potenze del Patto nell'arco di due giorni. Nello stesso giorno a Roma Benito Mussolini dichiarò al console bulgaro che l'Italia si aspettava che la Bulgaria sostenesse il futuro attacco italiano contro la Grecia. La Bulgaria fu costretta ad unirsi alle potenze dell'Asse nel 1941, quando le truppe naziste, mandate ad invadere la Grecia, raggiunsero i confini bulgari settentrionali e chiesero il permesso di attraversare il territorio. Minacciato da un confronto militare diretto, lo zar Boris III non aveva altra scelta che unirsi al blocco nazifascista, cosa che avvenne ufficialmente il 1º marzo di quell'anno. Dato che la Russia Sovietica (di cui la Bulgaria è uno storico alleato) aveva firmato un patto di non aggressione con la Germania, ci fu poca opposizione popolare a questa decisione. Il 6 aprile 1941, nonostante si fosse ufficialmente unito alle forze dell'Asse, il governo bulgaro manteneva una situazione di passività militare durante le fasi iniziali dell'invasione della Jugoslavia e della Grecia: quando le truppe tedesche, italiane e ungheresi avanzarono nel Regno Balcanico e nella penisola ellenica, i bulgari rimasero al di là dei loro stessi confini. Il governo jugoslavo si arrese il 17 aprile mentre Atene resistette fino al 30 dello stesso mese. Il 20 aprile il periodo di passività della Bulgaria ebbe fine, in quanto l'esercito bulgaro entrò nella regione della Tracia occidentale. Lo scopo era quello di ottenere uno sbocco in Tracia sul Mar Egeo e di riprendersi la Macedonia, regione promessa dai tedeschi ai bulgari. 

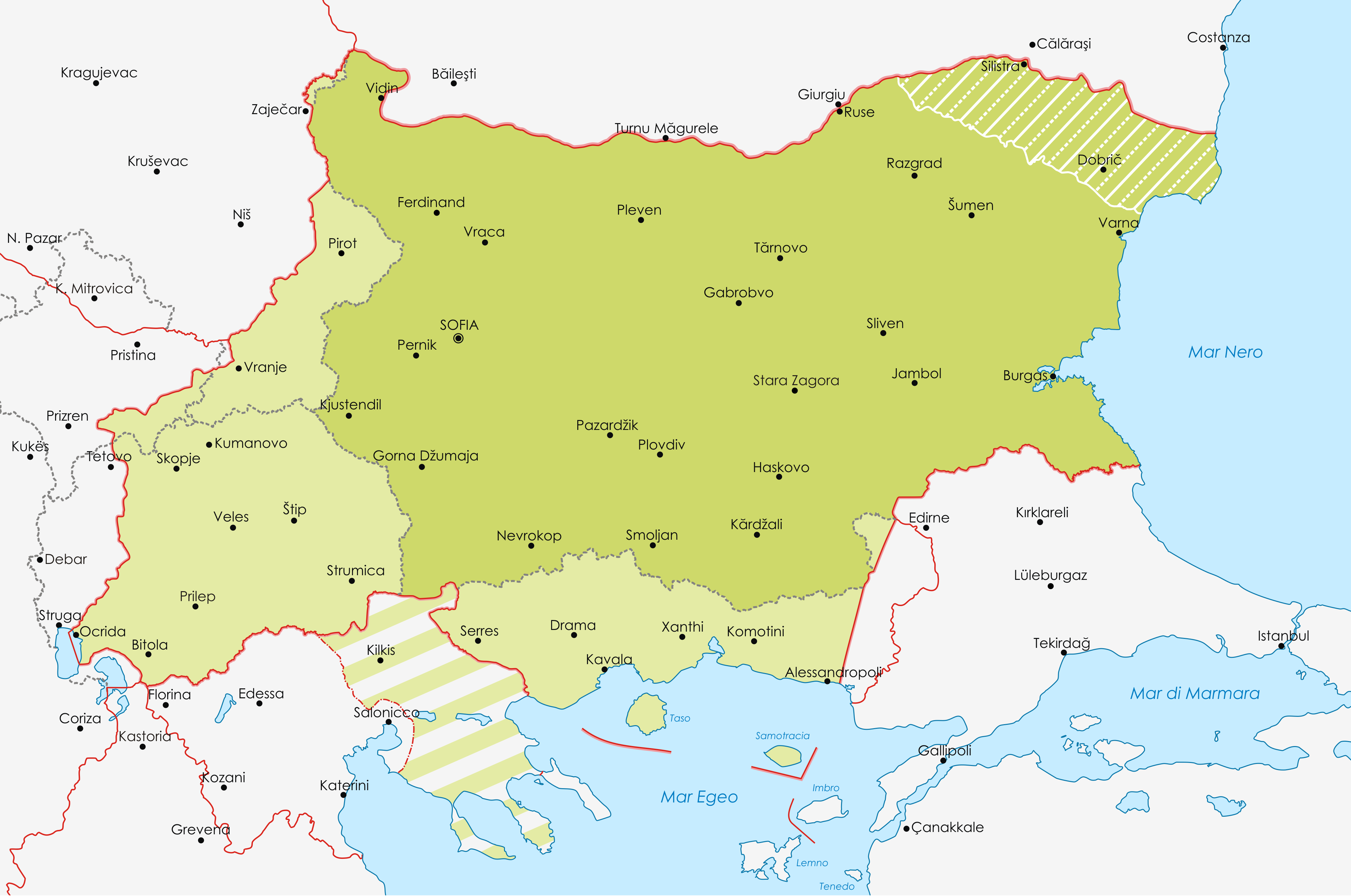
Mappa territoriale del Regno di Bulgaria durante la Seconda guerra mondiale.

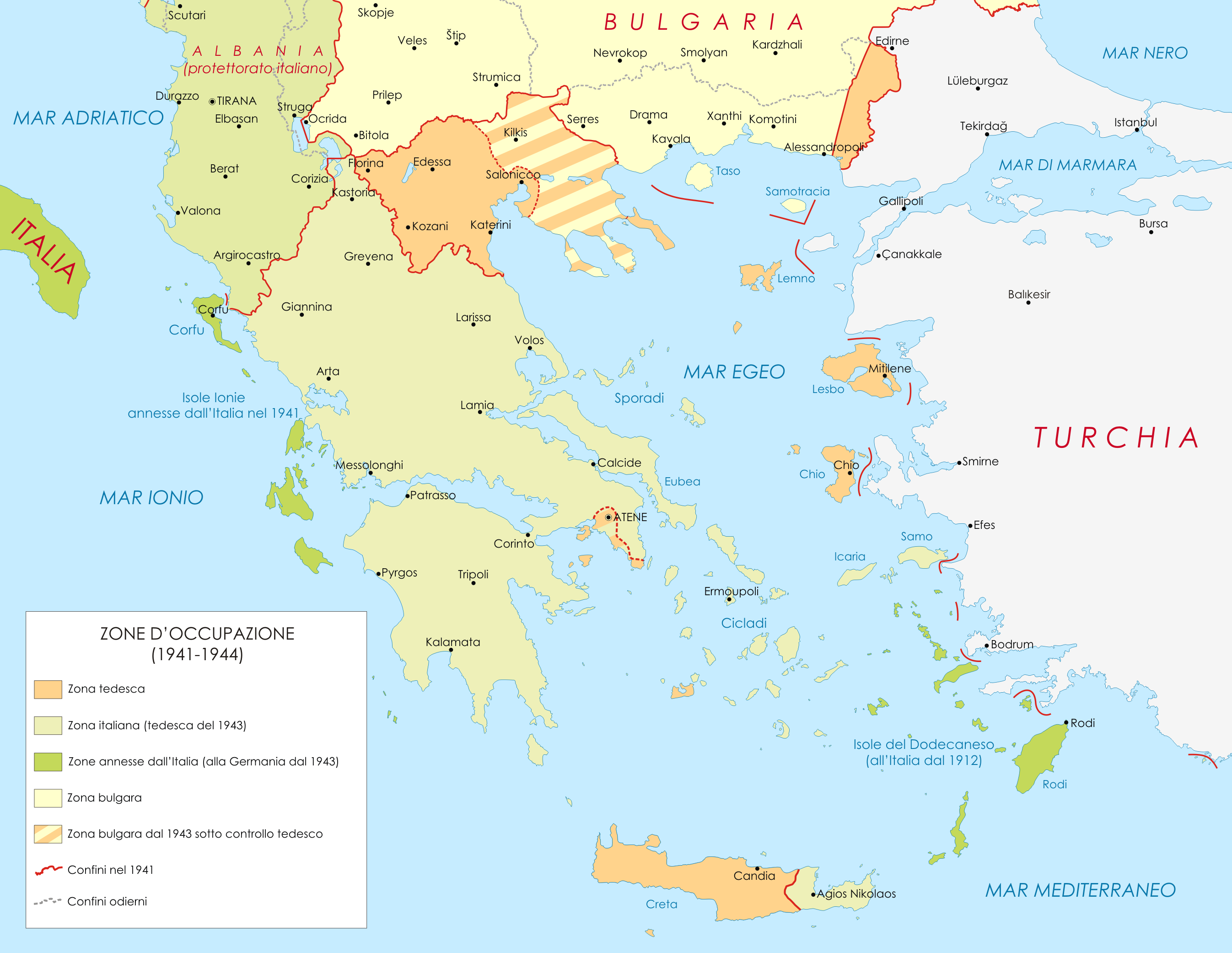
Occupazione bulgara in Grecia (giallo).

I bulgari occuparono il territorio tra il fiume Strimone ed una linea di demarcazione tra Alessandropoli e Svilengrad ad ovest del Marica. Incluse nell'area c'erano le città di Alessandropoli (Дедеагач, Dedeagač), Komotini (Гюмюрджина, Gjumjurdžina), Serres (Сяр, Sjar), Xanthi (Ксанти), Drama (Драма) e Kavala (Кавала), insieme alle isole di Thasos e Samotracia, così come quasi l'intera Repubblica di Macedonia odierna e una parte della Serbia orientale. Nella Macedonia greca e nella Tracia occidentale, i bulgari istituirono una politica di pulizia etnica e colonizzazione. Nella primavera del 1943 il governo bulgaro, dopo le proteste della chiesa ortodossa bulgara e del membro del parlamento Dimităr Pešev, riuscì a salvare tutti gli ebrei nel territorio nazionale dall'essere mandati nei campi di concentramento nazisti. Ad ogni modo le truppe bulgare rastrellarono tutti gli ebrei della Macedonia greca e della Macedonia settentrionale e li consegnarono ai nazisti, che li spedirono nel campo di concentramento di Auschwitz. La Bulgaria non prese parte all'invasione nazista dell'Unione Sovietica che iniziò il 22 giugno 1941 e non dichiarò guerra al paese invaso. Ad ogni modo, anche se non c'era stata una dichiarazione di guerra da entrambe le parti, la flotta bulgara venne coinvolta in alcune schermaglie con la marina sovietica del Mar Nero, che attaccò le navi bulgare. Oltre a ciò le forze armate bulgare stanziate nei Balcani combatterono contro vari gruppi di resistenza. Il governo bulgaro venne forzato dai nazisti a dichiarare una guerra "simbolica" contro la Gran Bretagna e gli Stati Uniti alla fine del 1941: ciò portò a bombardamenti su Sofia e altre città bulgare da parte delle forze aree alleate. L'invasione tedesca dell'Unione Sovietica causò una significativa ondata di proteste, che portò in seguito all'inizio di un movimento di guerriglia partigiano capeggiato dal Partito Comunista Bulgaro, che operava clandestinamente. Un movimento di resistenza chiamato Fronte della Patria fu creato nell'agosto 1941 dal Partito Comunista, così come il movimento filofascista Zveno e alcuni partiti che si opponevano al governo pro-nazista, specialmente dopo alcune vittorie alleate, che indicavano che l'Asse avrebbe potuto perdere la guerra. I distaccamenti partigiani erano particolarmente attivi nelle aree montane della Bulgaria occidentale e meridionale.

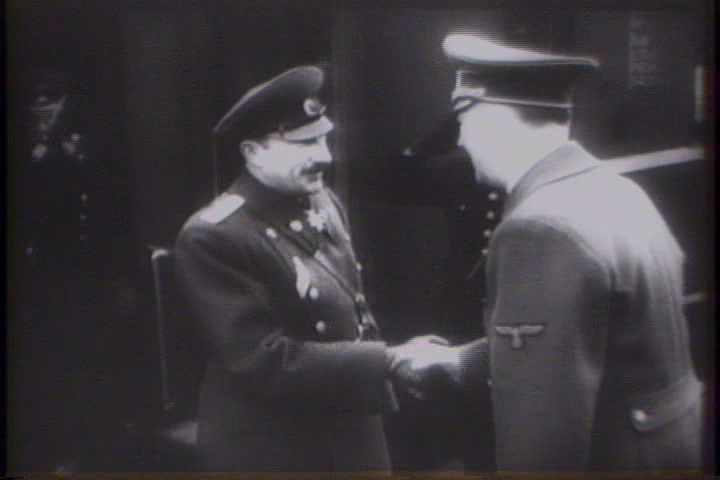
Boris III in compagnia di Adolf Hitler.

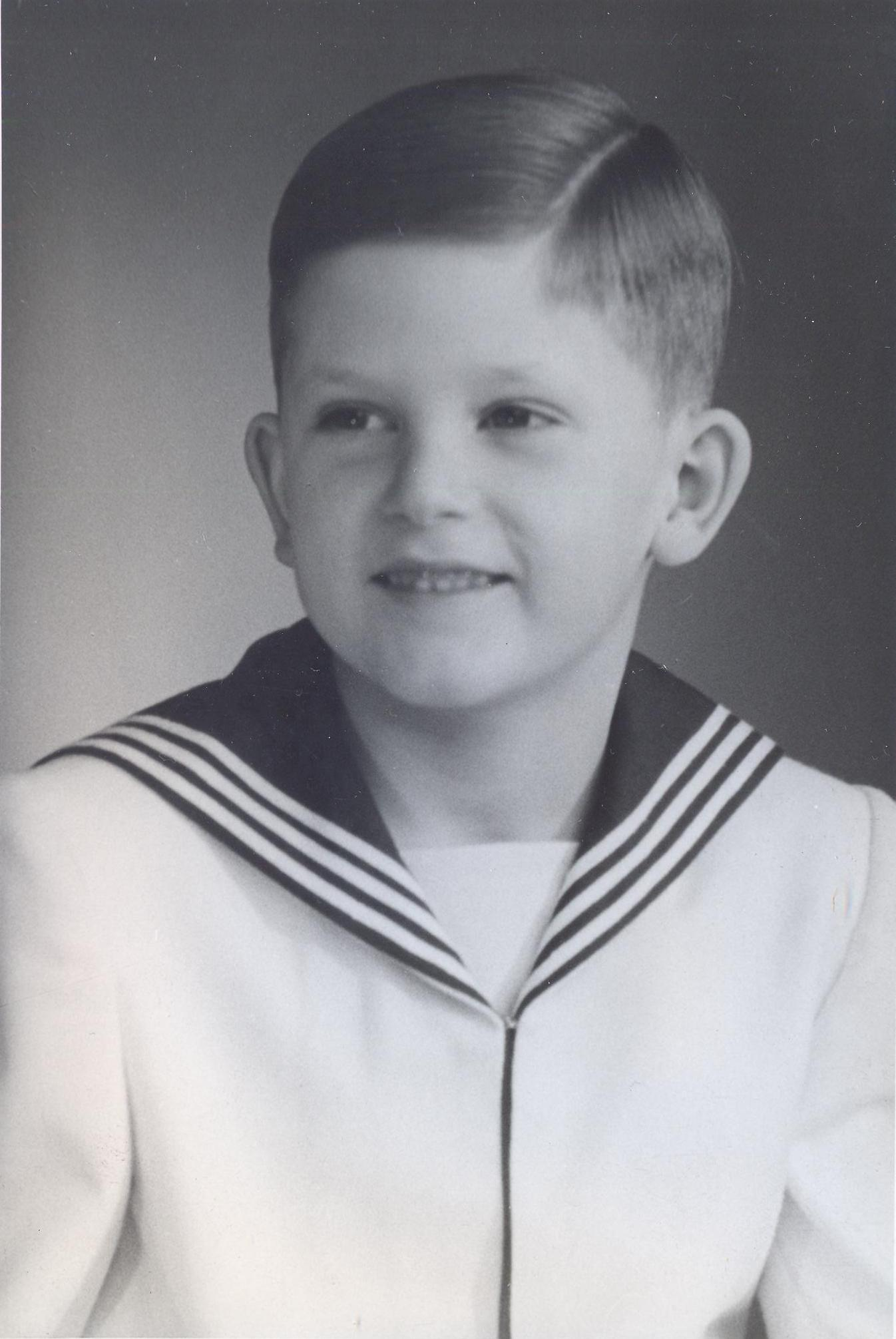
Fotografia di Simeone II di Bulgaria.

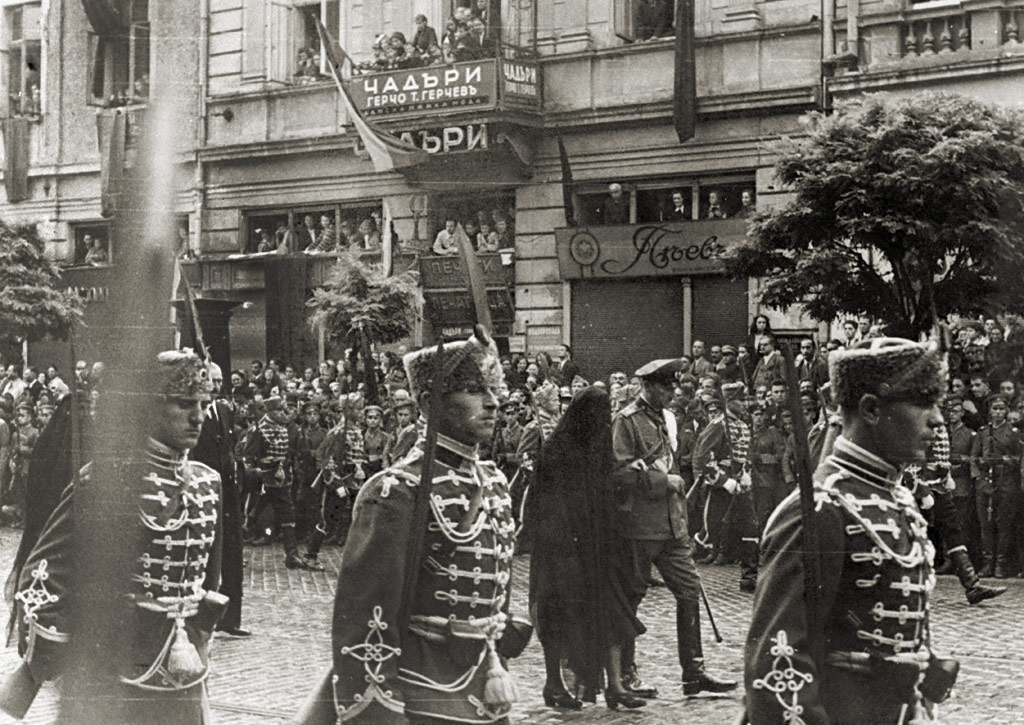
La zarina Giovanna e il principe Kiril al funerale dello zar Boris III di Bulgaria.

Nell'agosto del 1943, Borsi III si recò al Rastenburg, nella Prussia orientale, per incontrare Hitler, probabilmente per negoziare un armistizio riguardante l'uscita della Bulgaria dalla seconda guerra mondiale; una volta ritornato in patria, lo zar bulgaro morì il 28 agosto di attacco cardiaco anche se molti, fra cui i dottori che lo assistettero, ritennero che la vera causa del decesso fu avvelenamento. Morto il padre, Simeone, di soli sei anni, ascese al trono e successivamente fu istituito un Consiglio di Reggenza, guidato dallo zio Kyril che venne affiancato da Nikolai Michov, ex Ministro della guerra, e Bogdan Filov, ex Primo ministro. Il nuovo primo ministro, Dobri Božilov, era solamente un fantoccio nelle mani naziste. La Bulgaria aveva mantenuto le relazioni diplomatiche con l'Unione Sovietica anche se era un membro delle potenze dell'Asse. Nell'estate del 1944, dopo aver distrutto le difese naziste vicino a Iași e Chișinău, l'esercito sovietico si era avvicinato ai Balcani e alla Bulgaria. Il 23 agosto 1944, la Romania abbandonò l'Asse e dichiarò guerra al Terzo Reich. I rumeni permisero all'esercito sovietico di passare attraverso il proprio territorio per raggiungere la Bulgaria. Il 26 agosto il Fronte della Patria, coalizione politica bulgara di ispirazione comunista e repubblicana formata dal Partito Comunista Bulgaro, prese la decisione di incitare una ribellione armata contro il governo, cosa che portò alla nomina di un nuovo esecutivo il 2 settembre. Il supporto del neonato gabinetto era contrastato dal Fronte della Patria, dato che era composto da circoli pro-nazisti in un disperato tentativo di mantenere il potere. Il 5 settembre 1944 l'Unione Sovietica dichiarò ufficialmente guerra alla Bulgaria e invase il paese. In tre giorni i sovietici occuparono la regione nord-occidentale insieme ai porti principali di Varna e Burgas. All'esercito bulgaro era stato ordinato di non opporre resistenza contro i sovietici. L'8 settembre i bulgari cambiarono fronte e si unirono all'Unione Sovietica nella guerra contro le Potenze dell'Asse.

### Caduta della monarchia

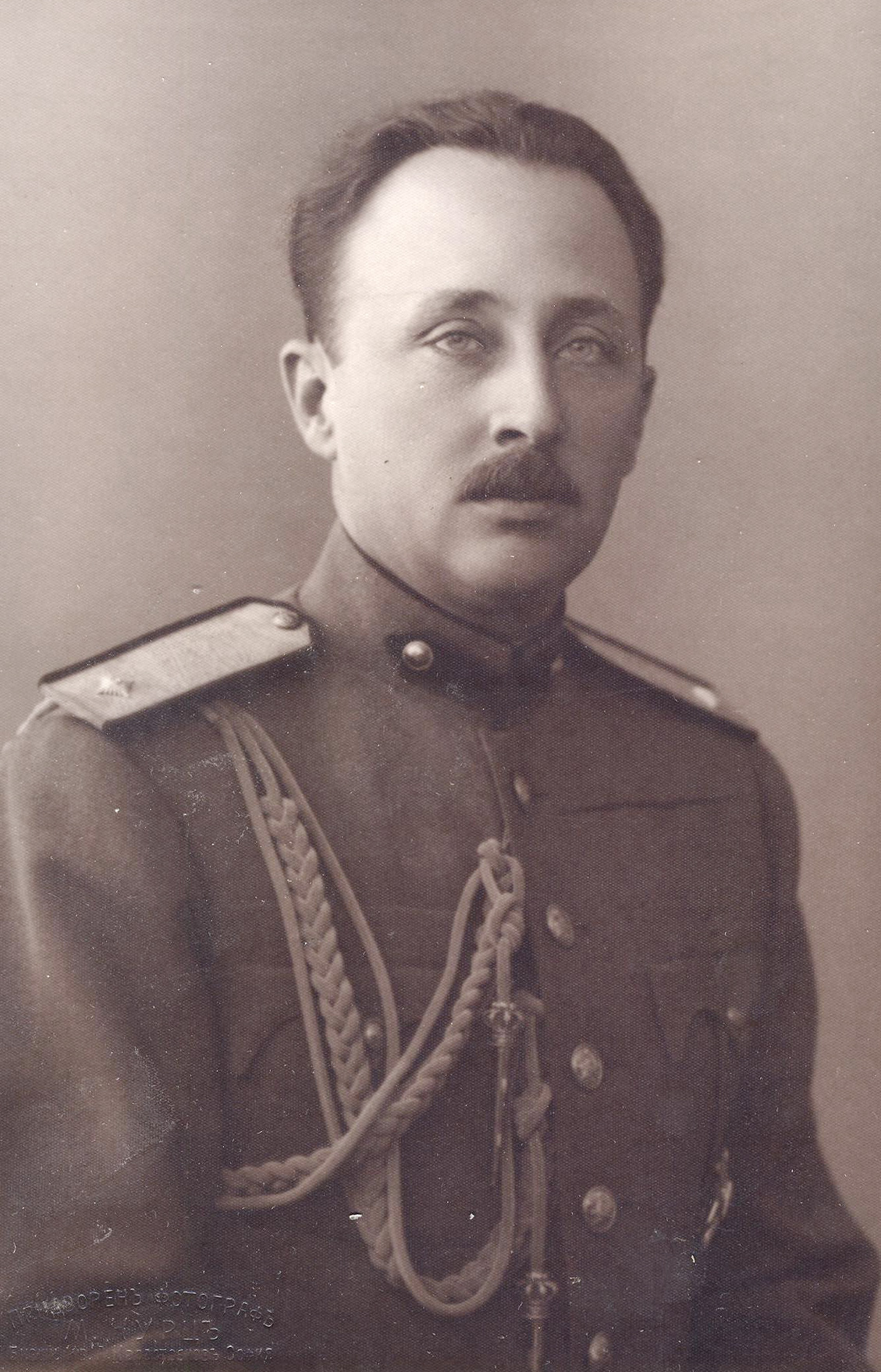
Kiril di Bulgaria, fratello dello zar Boris.

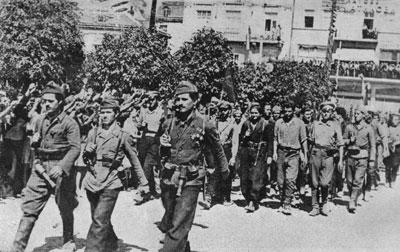
Partigiani comunisti bulgari che entrano nella città di Plovdiv nel settembre 1944.

Il Fronte patriottico prese il potere in seguito a un colpo di stato. Secondo i termini dell'accordo di pace alla Bulgaria fu consentito di mantenere la Dobrugia meridionale, dovendo rinunciare formalmente a tutti i territori in Grecia e al territorio jugoslavo. Per evitare ulteriori controversie 150.000 bulgari furono espulsi dalla Tracia greca. I comunisti, grazie ai sovietici, acquisirono molto rilievo e fondarono anche una milizia con cui assassinare i membri dei partiti non comunisti. Nel febbraio 1945 il nuovo regime dimostrò la nuova realtà politica del Paese quando il principe Kirill e centinaia di altri funzionari del vecchio regime furono arrestati con l'accusa di crimini di guerra. Entro il mese di giugno i reggenti, ventidue ex ministri e molti altri seguirono lo stesso destino. Nel settembre del 1946 la monarchia fu abolita da un plebiscito e il giovane zar Simeone II con la famiglia reale vennero mandati in esilio. I comunisti presero apertamente il potere, Vasil Kolarov venne proclamato presidente e Georgi Dimitrov divenne primo ministro. Furono promesse libere elezioni per il 1946, ma vennero palesemente truccate e boicottate dall'opposizione. Il partito agrario rifiutò di cooperare con il nuovo regime e nel giugno 1947 il suo leader Nikola Petkov venne arrestato. Questo segnò il punto finale nella creazione di un regime comunista in Bulgaria.  Nel 1946 venne indetto un referendum il cui esito sancì l'abolizione della monarchia e la proclamazione della repubblica (91,72% a favore della repubblica e 4,24% a favore della monarchia). Lo zar Simeone II venne esiliato e nello stesso anno divenne primo ministro il comunista Georgi Dimitrov.
Il trattato di pace del 1947 confermò l'annessione della Dobrugia meridionale, rendendo così la Bulgaria l'unico ex alleato tedesco ad aver incrementato il proprio territorio in confronto con quello precedente la guerra. Le parti occupate della Macedonia e della Tracia furono ridate alla Jugoslavia ed alla Grecia, la quale espulse 150 000 bulgari dalla Tracia occidentale.

## Zar di Bulgaria

### Sassonia-Coburgo-Gotha
| Nome         | Ritratto | Data di nascita  | Regno          | Regno             | Matrimoni Discendenza                                  | Note                                                         |
| Nome         | Ritratto | Data di nascita  | Inizio         | Fine              | Matrimoni Discendenza                                  | Note                                                         |
| ------------ | -------- | ---------------- | -------------- | ----------------- | ------------------------------------------------------ | ------------------------------------------------------------ |
| Ferdinando I |          | 26 febbraio 1861 | 7 luglio 1887  | 3 ottobre 1918    | Maria Luisa di Parma Eleonora di Reuss con discendenza | Nato come principe della casa Sassonia-Coburgo-Gotha         |
| Boris III    |          | 30 gennaio 1894  | 3 ottobre 1918 | 28 agosto 1943    | Giovanna di Savoia con discendenza                     | Figlio di Ferdinando I di Bulgaria, governò dal 1918 al 1943 |
| Simeone II   |          | 16 giugno 1937   | 28 agosto 1943 | 15 settembre 1946 | Margarita Gómez-Acebo con discendenza                  | Figlio di Boris III di Bulgaria, ascese all'età di sei anni, |